# Da capo al Coda
Италијанска ознака Da capo al Coda значи од почетка до коде (скраћено D.C. изговара се да капо, значи од почетка). Kадa се одсвира до ознаке Da capo al Coda, врати се на почетак композиције и свира се до места на којем пише знак кода , а онда се свира додатак или завршни део означен речју Coda (Кода), као на пример:
D.C. al Coda (Da Capo al Coda) је скраћеница или абревијатура у нотном писању која музичару троструко помаже:
1. штеди време (не мора два пута исти нотни текст да се пише),
2. штеди простор (јер се не нотира два пута исто),
3. визуелно поједностављује нотни текст.